# Slovaquie aux Jeux olympiques d'hiver de 2014
La Slovaquie participe aux Jeux olympiques d'hiver de 2014 à Sotchi en Russie du 7 au 23 février 2014. Il s'agit de sa sixième participation à des Jeux d'hiver.

## Liste des médaillés
| Sport             | Discipline    | Athlète(s)        | Date      |
| Médaille d'or : 1 |               |                   |           |
| Biathlon          | Sprint femmes | Anastasia Kuzmina | 9 février |

| Sport    | Médaille d'or, Jeux olympiques | Médaille d'argent, Jeux olympiques | Médaille de bronze, Jeux olympiques | Total |
| -------- | ------------------------------ | ---------------------------------- | ----------------------------------- | ----- |
| Biathlon | 1                              | 0                                  | 0                                   | 1     |

## Hockey sur glace

### Tournoi masculin

#### Effectif
- Gardiens de but : Jaroslav Halák (Blues de Saint-Louis), Peter Budaj (Canadiens de Montréal), Ján Laco (Donbass Donetsk).
- Défenseurs : Ivan Baranka (Avangard Omsk), Zdeno Chára (Bruins de Boston), Milan Jurčina (TPS Turku)[1], Martin Marinčin (Oilers d'Edmonton), Andrej Meszároš (Flyers de Philadelphie), Andrej Sekera (Hurricanes de la Caroline), Tomáš Starosta (Iougra Khanty-Mansiïsk)[2], René Vydarený (HC Hradec Králové)[1].
- Attaquants : Milan Bartovič (Slovan Bratislava), Michal Handzuš (Blackhawks de Chicago), Marcel Hossa (Dinamo Riga), Marián Hossa (Blackhawks de Chicago), Tomáš Jurčo (Red Wings de Détroit), Tomáš Kopecký (Panthers de la Floride), Tomáš Marcinko (HC Košice), Michel Miklík (Slovan Bratislava), Peter Ölvecký (Slovan Bratislava), Richard Pánik (Lightning de Tampa Bay), Branko Radivojevič (Slovan Bratislava)[3], Tomáš Surový (HK Dinamo Minsk), Tomáš Tatar (Red Wings de Détroit), Tomáš Záborský (Salavat Ioulaïev Oufa).
- Entraîneur : Vladimír Vůjtek.
- Forfaits  : Marián Gáborík (Blue Jackets de Columbus), Dominik Graňák (HK Dinamo Moscou), Michal Sersen (Slovan Bratislava), Ľubomír Višňovský (Islanders de New York).

#### Résultats

##### Tour préliminaire
| Clt   | Équipe     | PJ | V | VP | D | DP | BP | BC | Diff | Pts |
| ----- | ---------- | -- | - | -- | - | -- | -- | -- | ---- | --- |
| +001, | États-Unis | 3  | 2 | 1  | 0 | 0  | 15 | 4  | 11   | 8   |
| +002, | Russie     | 3  | 1 | 1  | 0 | 1  | 8  | 5  | 3    | 6   |
| +003, | Slovénie   | 3  | 1 | 0  | 1 | 1  | 5  | 7  | -2   | 4   |
| +004, | Slovaquie  | 3  | 0 | 0  | 3 | 0  | 3  | 15 | -12  | 0   |

| 13 février 2014 | Slovaquie | 1-7 (0-1, 1-6, 0-0) | États-Unis | Chaïba Arena 4 119 spectateurs |

| Feuille de match           | Feuille de match                  | Feuille de match                | Feuille de match | Feuille de match                                                   |
| -------------------------- | --------------------------------- | ------------------------------- | --- | ------------------------------------------------------------------ |
|                            | T. Tatar (M. Hossa) — 20 min 24 s | 0-1 1-1 1-2 1-3 1-4 1-5 1-6 1-7 | J. Carlson (P. Kessel, J. Van Riemsdyk) — 14 min 27 s R. Kesler (P. Kane) — 21 min 26 s P. Stastny (M. Pacioretty, T. Oshie) — 22 min 32 s D. Backes (P. Kessel) — 28 min 16 s P. Stastny (K. Shattenkirk, T. Oshie) — 33 min 30 s P. Kessel (R. Kesler, J. van Riemsdyk) — 34 min 20 s D. Brown (J. Carlson, P. Kane) — 35 min 17 s | Arbitrage : Antonín Jeřábek Kevin Pollock Mark Wheler Jesse Wilmot |
| Jaroslav Halák Peter Budaj | Gardiens                          | Jonathan Quick                  | | Arbitrage : Antonín Jeřábek Kevin Pollock Mark Wheler Jesse Wilmot |
| 4 min                      | Pénalités                         | 2 min                           | | Arbitrage : Antonín Jeřábek Kevin Pollock Mark Wheler Jesse Wilmot |
| 23                         | Tirs                              | 33                              | | Arbitrage : Antonín Jeřábek Kevin Pollock Mark Wheler Jesse Wilmot |

| 15 février 2014 | Slovaquie | 1-3 (0-0, 0-0, 1-3) | Slovénie | Palais des glaces Bolchoï 7 438 spectateurs |

| Feuille de match | Feuille de match                                    | Feuille de match | Feuille de match | Feuille de match                                                   |
| ---------------- | --------------------------------------------------- | ---------------- | --- | ------------------------------------------------------------------ |
|                  | T. Jurčo (T. Záborský, Z. Chára) — 59 min 42 s (SN) | 0-1 0-2 0-3 1-3  | R. Tičar (Ž. Jeglič, R. Sabolič) — 43 min 23 s (SN) T. Razingar (J. Urbas, M. Rodman) — 48 min 59 s A. Kopitar (J. Muršak) — 49 min 22 s | Arbitrage : Konstantin Olenine Tim Peel Derek Amell Ivan Dedioulia |
| Jaroslav Halák   | Gardiens                                            | Robert Kristan   | | Arbitrage : Konstantin Olenine Tim Peel Derek Amell Ivan Dedioulia |
| 8 min            | Pénalités                                           | 10 min           | | Arbitrage : Konstantin Olenine Tim Peel Derek Amell Ivan Dedioulia |
| 28               | Tirs                                                | 31               | | Arbitrage : Konstantin Olenine Tim Peel Derek Amell Ivan Dedioulia |

| 16 février 2014 | Russie | 1-0 (TB) (0-0, 0-0, 0-0) | Slovaquie | Palais des glaces Bolchoï 11 097 spectateurs |

| Feuille de match | Feuille de match | Feuille de match | Feuille de match | Feuille de match                                                        |
| ---------------- | ---------------- | ---------------- | ---------------- | ----------------------------------------------------------------------- |
|                  | A. Radoulov      | 1-0              |                  | Arbitrage : Lars Brüggemann Kelly Sutherland Chris Carlson Andy McElman |
| Semion Varlamov  | Gardiens         | Ján Laco         |                  | Arbitrage : Lars Brüggemann Kelly Sutherland Chris Carlson Andy McElman |
| 4 min            | Pénalités        | 10 min           |                  | Arbitrage : Lars Brüggemann Kelly Sutherland Chris Carlson Andy McElman |
| 37               | Tirs             | 27               |                  | Arbitrage : Lars Brüggemann Kelly Sutherland Chris Carlson Andy McElman |

##### Tour qualificatif
| 18 février 2014 | Tchéquie | 5-3 (3-0, 1-1, 1-2) | Slovaquie | Chaïba Arena 3 628 spectateurs |

| Feuille de match | Feuille de match | Feuille de match                | Feuille de match | Feuille de match                                                      |
| ---------------- | --- | ------------------------------- | --- | --------------------------------------------------------------------- |
|                  | A. Hemsky (T. Kaberle, J. Voráček) — 6 min 53 s (SN) R. Červenka (J. Jágr, T. Plekanec) — 7 min 22 s D. Krejčí (T. Kaberle, R. Gudas) — 17 min 3 s (SN) R. Červenka — 35 min 41 s T. Plekanec (D. Krejčí) — 59 min 21 s (SN + CV) | 1–0 2–0 3–0 4–0 4–1 4–2 4–3 5–3 | M. Hossa (A. Sekera, M. Handzuš) — 38 min 57 s M. Hossa (T. Tatar, M. Handzuš) — 47 min 20 s T. Surový (A. Sekera, M. Bartovič) — 48 min 51 s | Arbitrage : Tim Peel Marcus Vinnerborg Lonnie Cameron Sakari Suominen |
| Ondřej Pavelec   | Gardiens | Ján Laco                        | | Arbitrage : Tim Peel Marcus Vinnerborg Lonnie Cameron Sakari Suominen |
| 2 min            | Pénalités | 10 min                          | | Arbitrage : Tim Peel Marcus Vinnerborg Lonnie Cameron Sakari Suominen |
| 29               | Tirs | 32                              | | Arbitrage : Tim Peel Marcus Vinnerborg Lonnie Cameron Sakari Suominen |